# Rijksmonument 335336
Rijksmonument 335336 omvat een bouwblok aan de rand van Brink, Betondorp, Amsterdam-Oost. Het gebouw staat deels op Brink (huisnummers 43-45) en deels in de Landbouwstraat (huisnummer 61).
Het gebouw werd in de jaren 1926-1928 neergezet als bibliotheek annex leeszaal in de wijk Betondorp. Al eerder verschenen hier woningen en winkels. Het gehele complex rondom Brink is ontworpen door architect Dick Greiner, die alles ontwierp als een soort totaalontwerp. Hij hanteerde daarbij een combinatie van Amsterdamse School en Nieuwe Bouwen. Het gebouw is de tegenhanger van het verenigingsgebouw, rijksmonument 335330 en is daarmee mee verbonden via een galerij, rijksmonument 335342. Het gebouw op Brink 43-45, Landbouwstraat 61, is op eerste blik het spiegelbeeld van dat verenigingsgebouw, maar een blik op de achterzijde levert verschillen op. De bibliotheek mist een erker en ook de ruitverdeling binnen de raampartijen verschillen. 
Het geheel is opgetrokken uit beton, het hier alom aanwezige korrelbeton, dat alles hier een grijze kleur geeft. Opvallend zijn daardoor de toegangsdeuren Brink 43 en 45 die uitgevoerd zijn in diepgroen en knalrood. Op de knalrode deur zijn twee stroken aangebracht met de letters Leeszaal in de typografie van de Amsterdamse School. Ook is de plint ter plaatste van de toegangsdeuren voorzien van tegeltableaus in zwart-wit.
In 1972 moest er actie ondernomen worden. Het gebouw bevond zich in een deplorabele staat en kwam eigenlijk in aanmerking voor sloop. Dit werd uiteindelijk verhinderd door het tot een (vermoedelijk gemeentelijk) monument te verklaren. Dat laatste zou er toe leiden dat sloopplannen binnen geheel Betondorp van tafel verdwenen; de woningbouwvereniging zag geen rendabele verbouwing en toekomst van de woninkjes; ze zouden allemaal blijven staan. 
Het gebouw werd na die dreigende ineenstorting van het hoge deel in de jaren tachtig gerenoveerd. Het kreeg daarbij een nieuwe buitenwand bestaande uit polystyreen voorzien van een laag spuitpleister, waarbij ze haar oorspronkelijk uiterlijk behield. Bij GGH Architecten werkte toen de zoon van de architect, Onno Greiner.
Het gebouw is sinds april 1988 een rijksmonument. In 1991 volgde nog een plaquette ter ere van Arie Keppler.
Een ander verschil is terug te vinden in de aanbouw richting het zuidwesten, dit waren oorspronkelijk allemaal garages (met een dubbele deur), maar de oostelijke (Landbouwstraat 63) daarvan werden in 1981-1984 omgebouwd tot buurthuis. Daarbij werd ook aandacht besteed aan het oorspronkelijke glas-in-lood.

## Afbeeldingen

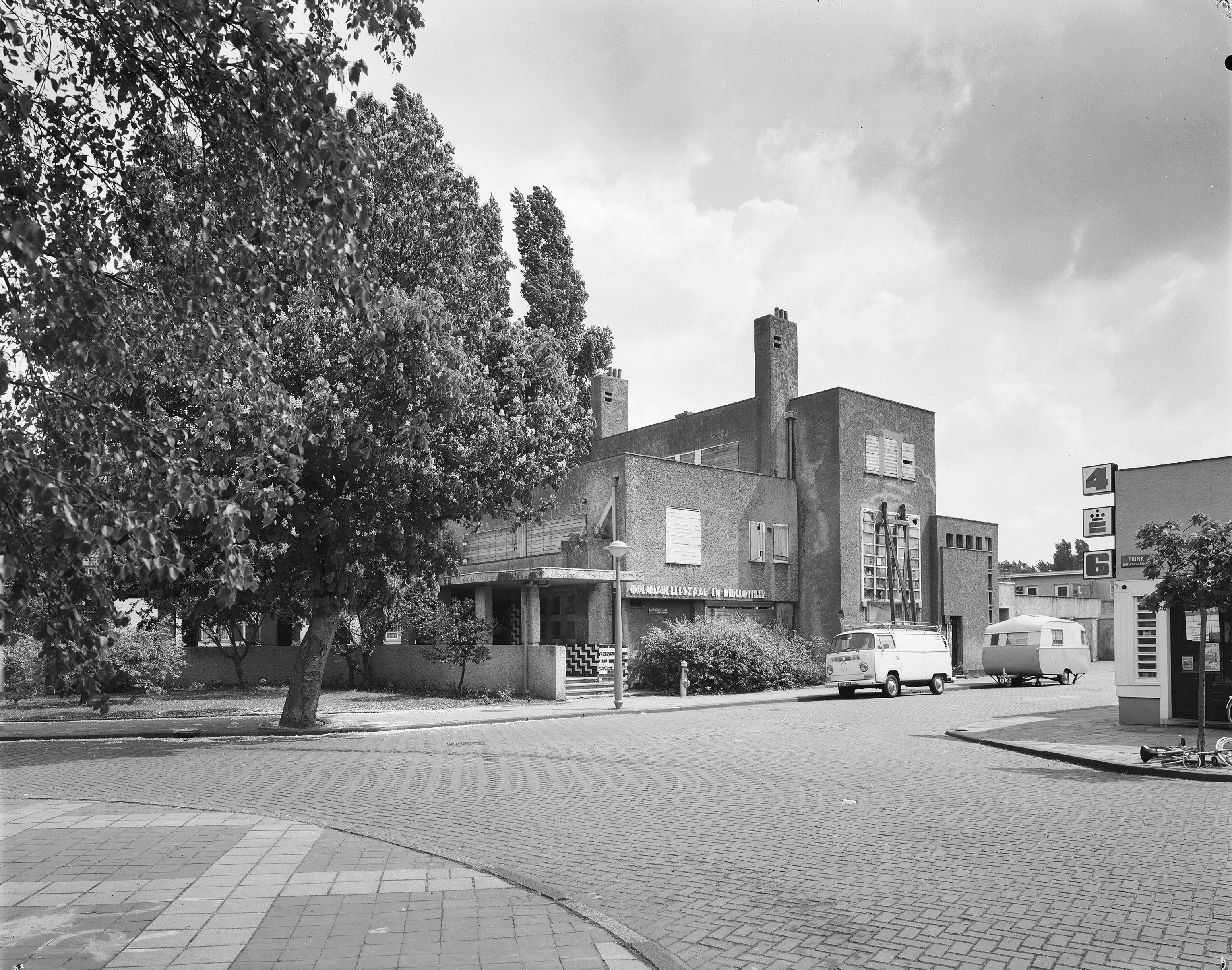
Bibliotheek in de steigers (1976)
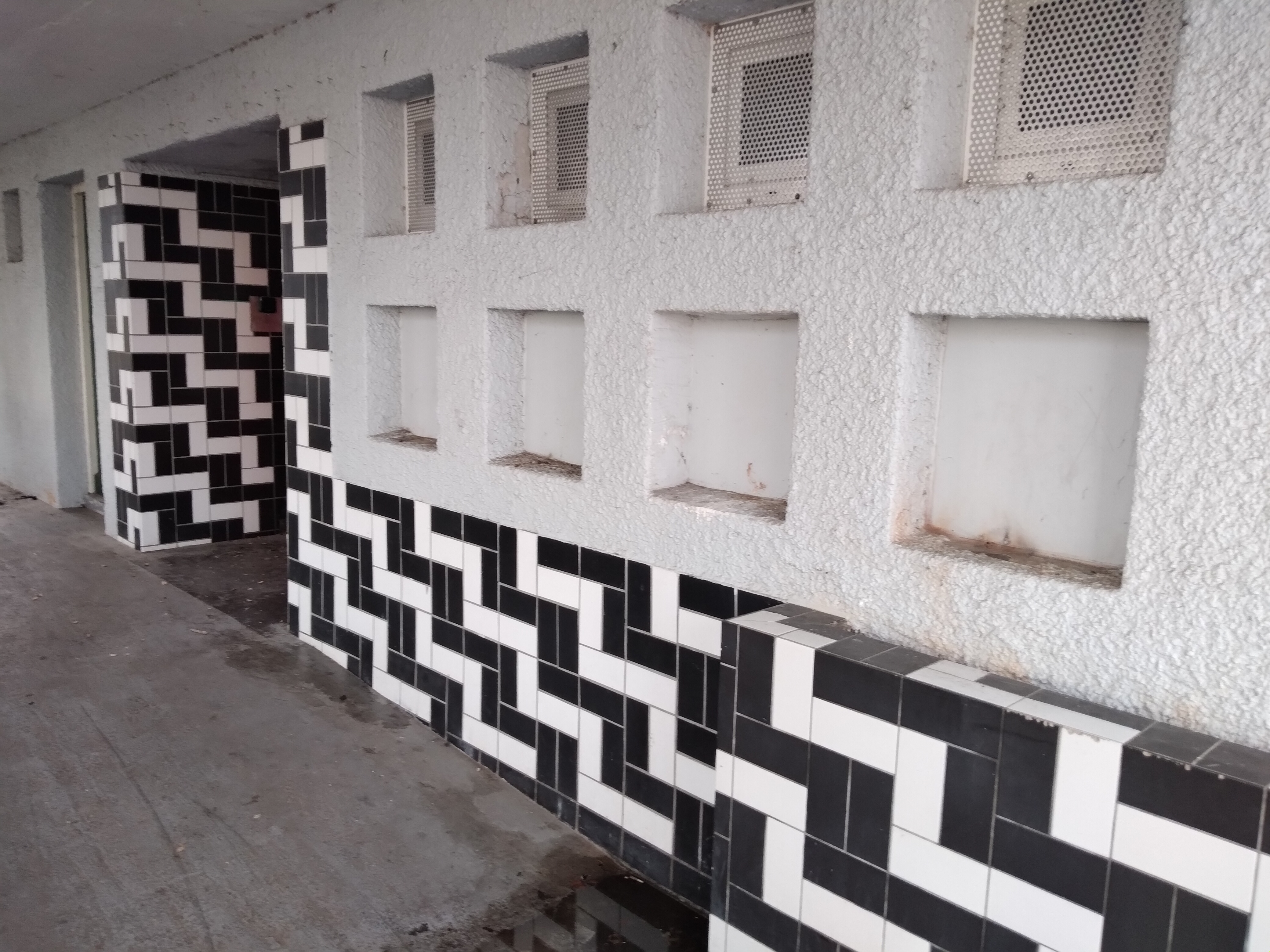
Tegeltableau (januari 2022)
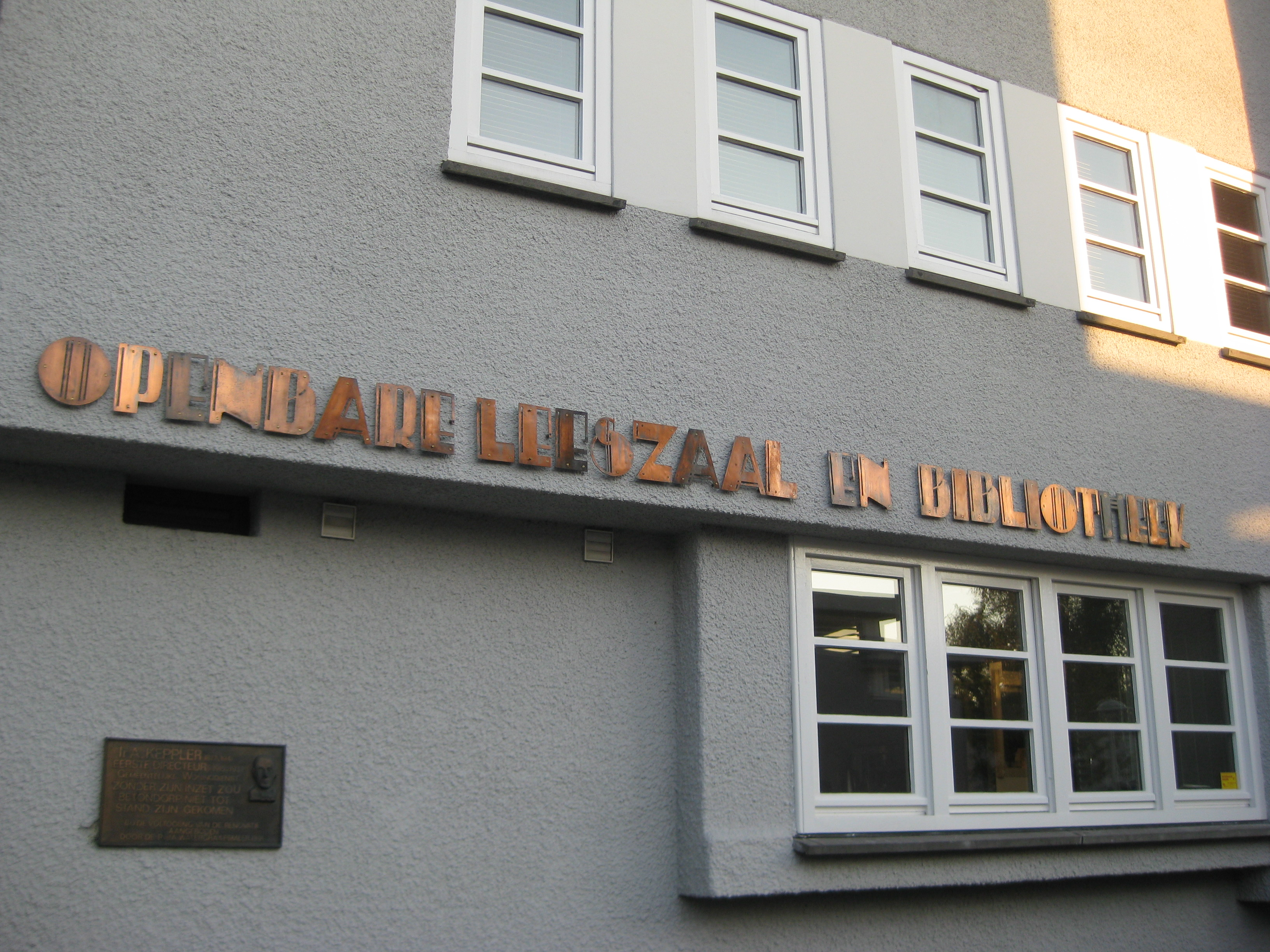
Belettering en plaquette (september 2011)
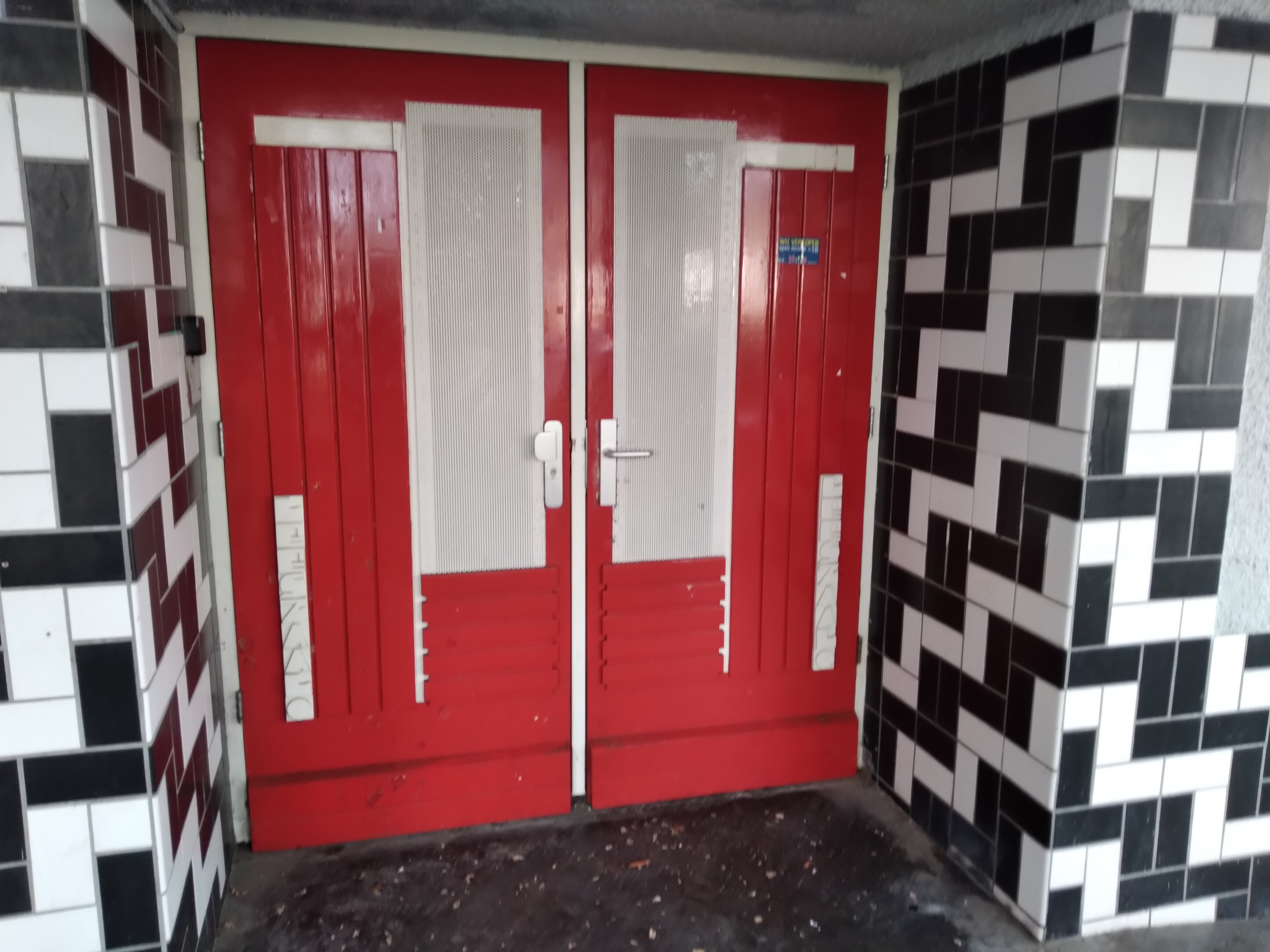
Toegangsdeur 45 (januari 2022)